# Rob Kamphues
Robertus George (Rob) Kamphues (Leiden, 16 september 1960) is een Nederlandse cabaretier, televisiepresentator, schrijver en autocoureur.

## Biografie
Kamphues volgde zijn middelbareschoolopleiding aan het Adelbert College in Wassenaar.

### Cabaret
In 1986 stond hij in de finales van het Leids Cabaret Festival en in 1987 stond hij met de cabaretformatie De Types (samen met Hans Riemens en Hans Paulides) op de planken. In 1995 verscheen zijn programma Pikkie Noga's. In 1989 zat hij samen met Hans Riemens in het panel van het satirische radioprogramma Binnenlandse Zaken. In 1997 verscheen het soloprogramma Een Kale Vlakte en in 1999 stond hij met het programma De Hernia van Atlas in het theater. In 2000 kwam hij met het theaterprogramma Tijd Zat.
Samen met Erik van Muiswinkel en Diederik van Vleuten vormde Kamphues het eerste cabaretteam van het programma Kopspijkers (destijds nog Spijkers) die in Deze week een satirische kijk op de afgelopen week gaven.

### Acteerwerk
Voor de tekenfilmserie Ducktales sprak hij eind jaren 1980 de stem van Karel Kraakei/Roboduck in. In 1998 deed Kamphues de stem van Molt in Een luizenleven. Sinds 2003 is Kamphues een aantal jaren te zien geweest als Rare Piet in het Sinterklaasjournaal.

### Presentator
Hij presenteerde bij RTL 4 van 2000 tot 2003 het programma De 8 plagen van Rob Kamphues. Van 2001 en 2003 was hij de presentator van Robot Wars: The Dutch Battles, de Nederlandse versie van het Engelse Robot Wars, waar zelfgemaakte robots en hun eigenaren tegen elkaar strijden. Voor BNN maakte hij tussen van tussen 2001 en 2004 het programma Kamphues maakt vrienden.
Tot de winter van 2014 was hij de presentator van de KRO-programma's De Reünie en Rapport voor mijn Ouders. Voor de KRO heeft hij ook gepresenteerd: PK, Kamphues boeit en Kamphues over de kop. Hierna presenteerde hij onder meer programma's voor SBS6 (Mijn laatste keer en Een man voor mijn moeder) en 24Kitchen. In 2024 presenteerde Kamphues op SBS6 het programma De Quizmarathon. In 2025 presenteert hij voor diezelfde zender de programma’s De Klassenavond en De Allesweter VIPS.

#### Autoprogramma's
Hij presenteerde bij RTL 7 in 2015 iedere vrijdag het programma RTL Autovisie en in 2017 de Dakar-rally samen met Allard Kalff. Vanaf 2015 werd hij presentator van de uitzendingen rond de Formule 1 op Ziggo Sport. In december 2024 werd bekend dat Kamphues per 1 januari 2025 de overstap maakt naar Viaplay, hier zal hij een programma gaan maken op de vrijdag en zondag.

### Overig televisiewerk
In 2002 deed hij mee aan de Nationale IQ Test en eindigde als tweede onder de bekende Nederlanders met een IQ van 135. In 2004 was hij ook te zien in het programma BNN at Work en op 21 september 2007 was hij te gast bij het tv-programma De Lama's.

### Overige functies
Kamphues reed in het seizoen 2009 in de Seat Leon Eurocup.
Rob was ambassadeur van IJsstrijd, een evenement van de Nierstichting. Verder is hij ambassadeur van zijn eigen stichting Groot Hart. Deze stichting bezorgt zieke kinderen een leuke dag op het circuit in een echte raceauto.

## Persoonlijk
Kamphues is getrouwd geweest en heeft twee zoons met zijn ex-vrouw. Hij werd in 2011 vader van een dochter.

## Theaterprogramma's

### Solo
- Pikkie Noga's (1995)
- Kale Vlakte (1997)
- De hernia van Atlas (1999)
- Kamphues treedt op - iemand moet het doen (2005)
- Sterke verhalen (2011)

### De (Morsige) Types (Met Hans Riemens)
- Doorgaan verkeerd (1987)
- De helden komen terug (1988)
- Potters dakterras (1989)
- Morsige types in hart en nieren (1990)
- Opgejaagd (1992)
- Naakt (1994)
- Proficiat (1996)

### Overig
- The Chinese Human Torture Cell (Parade, 1994) met Onno Innemee
- Tijd zat (2001) Met Coen Jutte
- Oersoep (2003) Met Coen Jutte en Peer van den Berg
- Kamphues & Doornbos’ grote Grand-Prix-Circus (2020) Met Robert Doornbos
- Het Grote Grand Prix Circus 2 (2022) Met Tom Coronel.[4]
- Het Grote Grand Prix Circus 3 (2023) Met Tom Coronel[5]